# Цанов, Андрей

Книга «Напредъкъ». 1874

Андрей Стоев Цанов (14 марта 1842, с. Равниште, Османская империя — 25 марта 1933, София, Третье Болгарское царство) — болгарский журналист, редактор, духовный писатель
, протестантский проповедник, политик.

## Биография
С 1866 года сотрудничал с константинопольским изданием «Време», позже с пловдивским «Марица». Один из основателей Болгарского евангелического общества, был его председателем.
Соучредитель Болгарского общества брошюр. Избирался депутатом Народноего собрания Болгарии
Редактировал журнал «Домашний друг» и издание «Зорница». Деятельный протестантский миссионер в Болгарии.
Автор ряда книг, тесно связанных с проблемами Болгарии.

## Избранные публикации
- «Напредъкъ» (1872—75);
- «България в Источния въпросъ» (1879);
- «Една върховна нужда на народа ни» (1883);
- «Партиите в България» (1887);
- «Размишление върху христианството и суеверията» (1886);
- «Некои превъсходства в библейската религия» (1885);
- «Цель в естеството и неколко теории» (1894);
- «Наука и вяра» (1894);
- «Първият български княз» (1895);
- «Неразрешени задачи — началото на XX век» (1901);
- «Едновремешна, сегашна и бъдеща България» (1918);
- «Причини за нещастието и днешният дълг на България» (1921)